# Costa Croisières
Pour les articles homonymes, voir Costa.
 (juin 2019).
Si vous disposez d'ouvrages ou d'articles de référence ou si vous connaissez des sites web de qualité traitant du thème abordé ici, merci de compléter l'article en donnant les références utiles à sa vérifiabilité et en les liant à la section « Notes et références ».
Costa Croisières est une compagnie italienne de croisières maritimes qui appartient au groupe Carnival. La compagnie a fait construire une grande partie de ses navires aux chantiers de Fincantieri en Italie.

## Histoire
L'entreprise a été fondée en 1854 à Gênes par Giacomo Costa sous le nom de Giacomo Costa fu Andrea s.n.c., une entreprise qui vendait et transportait de l'huile d'olive et des tissus de la Sardaigne à la Ligurie. Déjà à la fin du XIXe siècle, ses navires atteignent les ports australiens, où le flux constant d'émigrants italiens a suscité la demande de produits alimentaires nationaux. Costa se spécialise alors dans l'achat d'huile d'olive brute dans les pays méditerranéens pour l'exporter.
Après la Première Guerre mondiale, l'entreprise passe de la commercialisation à la production d'huile d'olive, avec la construction d'usines de raffinage à Gênes et dans le sud de l'Italie.
En 1924, l'entreprise, dirigée par les fils du fondateur : Federico, Eugenio et Enrico, ayant étendu ses activités, avec des exportations notamment vers les Amériques et l'Océanie, développe l'activité de transport naval avec l'acquisition du petit paquebot Ravenna. Plus tard, d'autres navires sont encore acquis.
À la fin de la Seconde Guerre mondiale, l'activité d'armateur de la société, qui a créé Costa Armatori SpA, a repris, sous la direction d'Angelo Costa et s'est appliquée à la diversification des activités, qui, en plus du transport de marchandises, s'est étendue au secteur la navigation pour le transport de passagers, activité commencée en 1947.

### Les transatlantiques
Le premier bateau de passagers de la flotte Costa commence le service de ligne depuis Gênes à Buenos Aires le 31 mars 1948. Il est équipé de la climatisation dans tous les espaces réservés aux passagers. Le Anna C. marque le début de la collaboration professionnelle avec l'architecte Giovanni Zoncada : pendant trente ans les intérieurs de la flotte Costa portent sa signature. Le 26 juin 1948 le bateau entame son 1er voyage inaugural vers le Brésil et La Plata en Argentine. Onze ans plus tard, la diminution du flux migratoire vers l'Amérique du Sud et les nouvelles conditions socio-économiques obligent à la reconversion du bateau. En 1959 le navire est rénové et réadapté à la nouvelle typologie de voyageurs : après la dépose des couchettes pour les émigrants, l’Andrea C. est équipé de nouveaux moteurs plus puissants. 
En 1949 le bateau Eastern Trader, acheté par la société Giacomo Costa, est rebaptisé Giovanna C. Cinq mois plus tard le bateau largue les amarres à Gênes en direction de l'Amérique du Sud : cinquante passagers se trouvent à bord. Le bateau fut rénové dans les Ateliers d'armements et de réparations de Gênes. Il est équipé de 1 300 places et sert depuis pour le transport des émigrants vers l'Amérique du Sud. Les criminels de guerre nazi Adolf Eichmann (sous le pseudonyme de Ricardo Klement), Wilhelm Mohnke et Herbert Kuhlmann  embarquent le 17 juin 1950 (en 3e classe) dans le but de fuir l'Europe qui les recherche pour les juger.
Le 31 janvier 1953 le Franca C. inaugure le service de ligne vers le Venezuela. La nouvelle route prévoit des escales à Naples, Barcelone, Funchal, Las Palmas, Curaçao, Fort-de-France et Pointe-à-Pitre. Le nouvel itinéraire renforce le service de ligne vers l'Amérique du Sud. Tout en favorisant le flux migratoire, Costa maintient prudemment un service limité de luxe [pas clair] en inaugurant les catégories de premières et deuxièmes classes. En 1959 le bateau est entièrement rénové et commence les croisières en mer Méditerranée. 
En 1957 le bateau est rebaptisé Bianca C. dans l'idée de le destiner au transport de passagers. Le projet est ensuite abandonné en raison de ses coûts élevés. En 1958 le bateau est loué par la compagnie française Messageries maritimes qui le rebaptise Mélanésien.
Mis en service le 31 mars 1957, le Federico C. est le premier transatlantique construit spécialement pour Costa. En tant que premier navire en service entre l'Europe et l'Amérique du Sud équipé d'ailerons stabilisateurs de type Denny Brown pour réduire le roulis. Avec le renouvellement du navire en 1970, la division des classes disparaît.
Le 2 avril 1959 le Bianca C. effectue son voyage inaugural vers le Venezuela et l'Amérique centrale. Le Bianca C. devient le navire de passagers le plus grand et le plus rapide en service entre la Méditerranée et le continent américain. En 1959 le navire est rénové et réadapté à la nouvelle typologie de voyageurs : après la dépose des couchettes pour les émigrants, l’Andrea C. est équipé de nouveaux moteurs plus puissants. 
Acheté en 1965 et réhabilité dans les chantiers Mariotti, l’Enrico C. alterne le service de ligne et les croisières. En 1979 le navire est rénové : la sous-division par classes est abandonnée et il est équipé pour le transport et les loisirs de 742 passagers.
Le dernier grand transatlantique construit par la marine marchande nationale, l’Eugenio C. est le dernier projet de Nicolò Costanzi qui dans le dessin de la carène applique des idées élaborées comme le siège d'onde, une forme particulière de la proue, et la poupe en guidage de flux, capable de mettre en valeur la forme caractéristique de la coque. Les intérieurs sont de Nino Zoncada. En 1987 dans les chantiers Mariotti de Gênes le bateau est enrichi par la réalisation d'un théâtre à bord. L’Eugenio C. est modernisé avec la révision des puissances nominales des turbines.

### Les débuts en croisières
L'Italia transformé à Gênes en un navire de croisière doté d'un vaste pont lido avec piscine, peut accueillir jusqu'à 680 passagers en une unique classe. Entré en service en 1967, l'Italia alterne les croisières en Méditerranée et dans les Caraïbes.
Acheté en 1968, le futur Carla C. est entièrement restructuré et reconverti en navire de croisière au cours de la même année. Il commence son service en 1970 dans les Caraïbes. Pendant longtemps il effectue les croisières hebdomadaires de San Juan à Curaçao, La Guaira, Grenade, La Martinique, Saint-Thomas jusqu'à sa mise hors service en 1994.
En 1968 le navire Flavia C., reconverti à Gênes, largue les amarres à Miami pour sa première croisière dans les Caraïbes. À partir de 1969 la flotte Costa s’agrandit considérablement avec l'achat de la flotte d'Italnavi, déjà gérée par le groupe Costa sur les routes de l'Amérique latine.
En 1968 la réorganisation de l'entreprise, la croissance du secteur des croisières et la nécessité d'une gestion rationnelle et économique de la flotte entraînent des changements dans l'organisation de la société. La société Costa Armatori S.p.A. voit le jour à la suite de la fusion entre Lloyd Tirrenico et Lloyd Tigullio, sous l’appellation de la Giacomo Costa fu Andrea.
En 1984, après que le contrat de location de cinq ans est arrivé à échéance, le navire Daphne est acheté par Costa. Avec son jumeau le Danae, il est le navire utilisé dans les circuits de croisières traditionnels de Costa : l'été en Méditerranée et l'hiver aux Caraïbes et en Amérique du Sud. Avec son jumeau Daphne, le Danae est transformé en navire de croisières de luxe dans les chantiers Chalkis. En 1977 le voyage inaugural en Orient dure 88 jours. 
Le Columbus C. en 1981 se dirige pour son voyage inaugural vers l'Amérique du Sud. En 1983 le navire fait l'objet de travaux de modernisation dans les chantiers Mariotti de Gênes et il est équipé d'un grand lido neuf avec une piscine.
Acheté par Costa en 1983, le navire est entièrement restructuré dans les chantiers Mariotti de Gênes. Le voyage d'inauguration de Costa Riviera emmène les passagers à la découverte de la Riviera ligure. Avant d'être définitivement choisi pour la Méditerranée de l'Ouest en 1994, le Costa Riviera dessert pendant un an le marché américain sous le nom d'American Adventure pour America Family Cruises.
À partir des années 1980, le groupe se concentre sur le secteur des croisières et en 1986, après une restructuration radicale, Costa Crociere S.p.A. voit le jour. À partir de ce moment-là, sur les flancs des navires s'offrira à la vue l'inscription « Costa » en entier à côté du nom des navires.

### À partir des années 2000
En 2000, l'entreprise décide d’agrandir sa flotte avec un budget d'environ 6,5 milliards d'euros sur quatorze ans pour quinze navires.
- Juillet 2000 a vu le lancement du Costa Atlantica, construit dans les chantiers finlandais Kvaerner Masa Yards pour accueillir 2 680 passagers ; il a marqué le début de l’ample programme d’expansion de la flotte Costa.
- Avril 2001 : mise en service du Costa Tropicale (36 000 tonneaux et une capacité d’accueil de 1 411 vacanciers), cédé en octobre 2005 à P & O Australia.
- Avril 2002 : lancement après rénovation du Costa Europa (1 830 passagers). Le navire est affrété par Thomson Cruises depuis avril 2010.
- Mai 2003 : livraison à la compagnie du Costa Mediterranea, jumeau du Costa  Atlantica.
- Novembre 2003 : arrivée du Costa Fortuna, premier des deux navires de 102 600 tonneaux de jauge commandés aux chantiers navals Fincantieri de Gênes-Sestri Ponente.
- Octobre 2004 : livraison du Costa Magica, jumeau du Costa Fortuna. Il accueille lui aussi jusqu’à 3 740 vacanciers.
- Juillet 2006 : lancement du Costa Concordia, navire de 114 500 tonneaux construit pour accueillir 3 780 passagers. Il s’agit du premier des sister-ships commandés aux chantiers Fincantieri de Sestri-Ponente de Gênes.
- En mai 2007, le Costa Serena, son navire jumeau est livré à Costa.
- Avril 2009 a vu le lancement d’un nouveau navire de 92 600 tonneaux, le Costa Luminosa, conçu pour 2826 vacanciers. Il s’agit du premier des deux paquebots jumeaux commandés aux chantiers Fincantieri sur le site de Marghera.
- En mai 2009, le Costa Pacifica, jumeau du Costa Serena, a été livré à la compagnie par les chantiers Fincantieri.

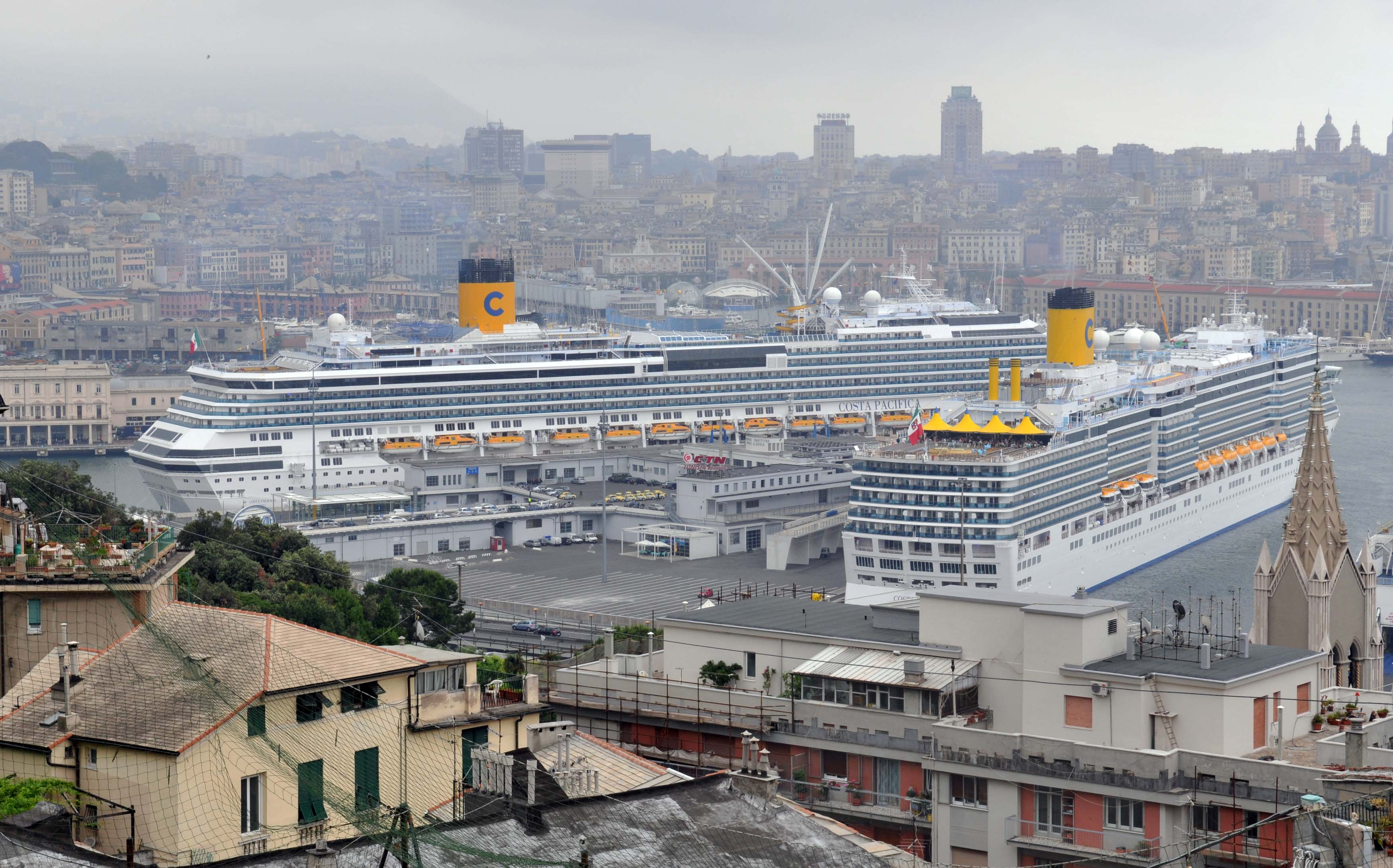
Le Costa Pacifica et le Costa Luminosa à Gênes.

- Le 5 juin 2009 l'inauguration à Gênes des Costa Pacifica et Costa Luminosa, en même temps, a été célébré par l'entrée au livre Guinness des records.
- Le Costa Deliziosa, second navire de 92 600 tonneaux de jauge pour une capacité d’accueil totale de 2 826 passagers, a été livré le 29 janvier 2010.
- Le 30 juin 2011, le Costa Favolosa a été livré par les chantiers Fincantieri. Le nouveau navire amiral de la flotte Costa Croisières présente 114 500 tonneaux de jauge et peut accueillir 3 800 vacanciers.
- Le 9 novembre 2011, le Costa Voyager (24 400 tonneaux de jauge / 927 passagers), a quitté la flotte Ibero Cruceros pour rejoindre celle de Costa Croisières.
- Le 2 mars 2012, le Costa neoRomantica (ex-Costa Romantica) entre en service, après une totale re-conception par les chantiers S. Giorgio del Porto et T. Mariotti basés à Gênes.
- Le 13 janvier 2012, le Costa Concordia s'échoue sur l'île du Giglio.
- Fin avril 2012, le Costa Fascinosa, navire jumeau du Costa Favolosa, est livré par les chantiers Fincantieri.
- En novembre 2013, le paquebot Grand Mistral, de la compagnie Ibero Cruceros, appartenant à Costa Crociere S.p.A, rejoint la flotte Costa devenant le Costa neoRiviera, de la même manière que le Costa Voyager.
- En février 2014, le Costa Voyager est vendu a Bohaï Ferry et devient Chinese Taishan. Costa a annoncé que le navire ne correspondait plus aux standards de la compagnie, le jugeant trop petit par rapport aux autres navires de la flotte.
- Le 7 novembre 2014, le nouveau fleuron de la flotte Costa, le Costa Diadema, est baptisé à Gênes. Le nouveau navire amiral de la flotte livré par Fincantieri, a une capacité d'accueil de 4 947 passagers pour 1 253 membres d'équipage. Avec 132 500 tonneaux, il est le plus grand navire à battre pavillon italien[2].

Le 27 mars 2015, Carnival, propriétaire de Costa annonce la commande de neuf paquebots dont un ou plusieurs seront destinés à Costa. Selon le communiqué ils dépasseront les 175 000 tonneaux.
Le 29 juillet 2015, Costa annonce la construction de deux paquebots géants de Classe Excellence. Un mois plus tard la compagnie annonce que dix navires seront construits pour elle et sa filiale allemande AIDA. Tous dépasseront les 183 000 tonneaux et seront construits chez Meyer Werft, à Papenbourg pour AIDA et à Turku pour Costa.
Le 13 septembre 2017, la construction du Costa Smeralda est lancée en Finlande aux chantier Meyer Turku. La mise en service prévue en octobre 2019 n'a lieu que deux mois plus tard du fait d'une livraison retardée par suite de problèmes techniques : il s'agit du premier paquebot de croisières à propulsion par GNL (Gaz Naturel Liquéfié) dont la mise au point connaît quelques difficultés.

## Itinéraires
2020, une année dramatique pour le secteur des croisières. En raison de la pandémie de Covid-19, Costa comme toutes les autres compagnies du monde, a dû stopper toutes ses opérations de croisières de mars à septembre.

### Reprise d'activité
Depuis le 6 septembre 2020, Costa a repris la mer avec le Costa Deliziosa au départ de Trieste pour un itinéraire passant également par Bari, Brindisi, Cornigliano-Rossano, Syracuse et Catane. Le 19 septembre, le Costa Diadema a également repris du service pour un itinéraire méditerranéen passant par Gênes, Civitavecchia, Naples, Palerme, Cagliari et La Spezia. La reprise, très progressive, ne devient complète qu'à partir de 2022.

## Navires en service

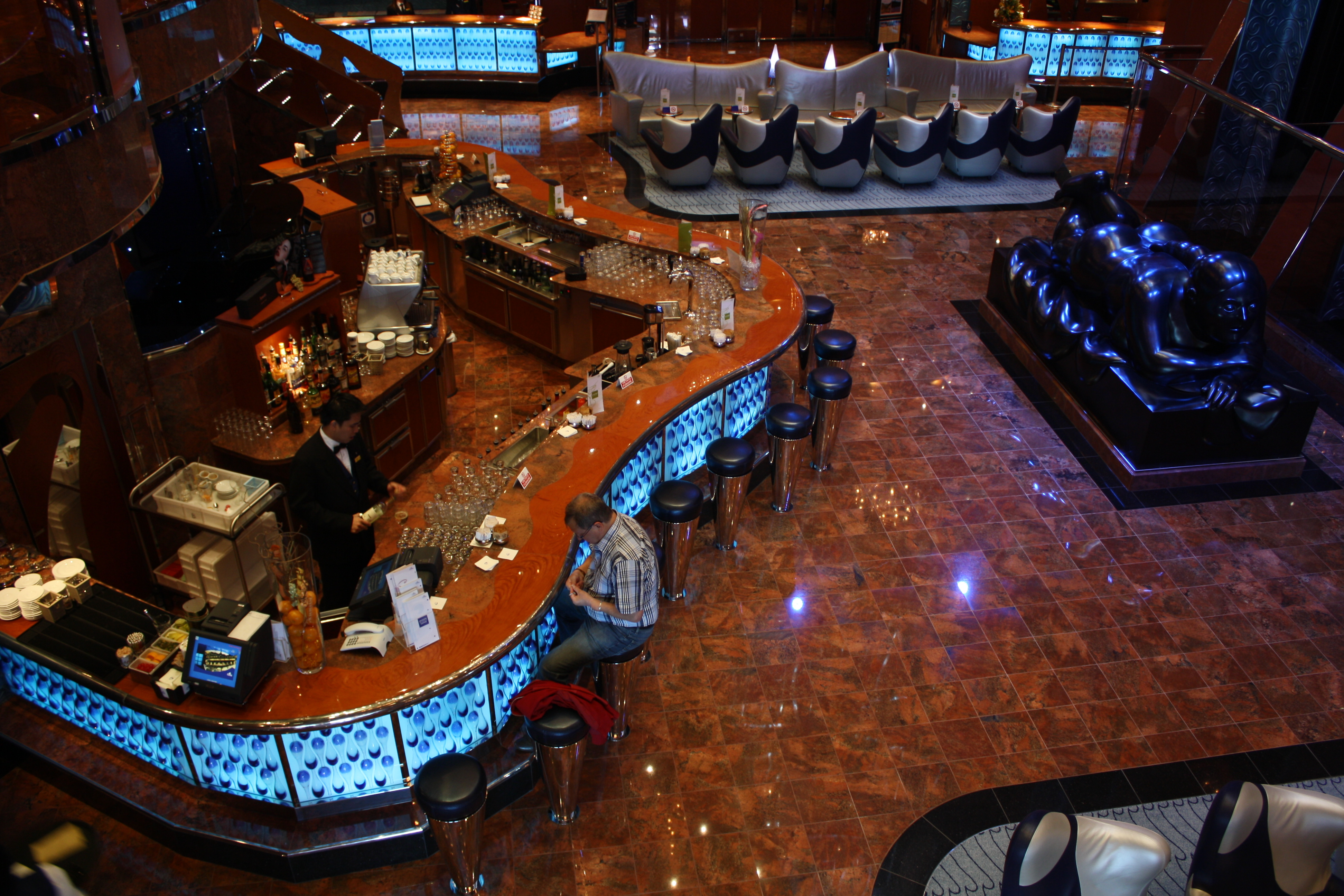
Bar du Costa Luminosa.

L’entreprise a longtemps été à la tête de la flotte la plus importante sur le continent européen, avec quatorze navires et une capacité d’accueil de plus de 40 296 vacanciers, aujourd'hui (été 2021) surpassée par MSC Croisières.  
Elle est également la première grande compagnie internationale autorisée à commercialiser ses croisières sur le marché chinois et ce, au départ de ports chinois.
Les baptêmes des Costa Pacifica et Costa Luminosa, qui avaient eu lieu le 5 juin 2009 sont entrés dans le Guinness des records, c'était en effet la première fois que deux navires étaient inaugurés ensemble le même jour, et ce, dans le même port. L'inauguration du Costa Deliziosa s'est tenue à Dubaï le 23 février 2010. C'était la première fois qu'un navire de croisière était inauguré au Moyen-Orient.
En 2014, Le Costa Diadema devient le plus gros navire de la flotte avec un poids de 132 500 tonneaux et pouvant accueillir 4 947 passagers surclassant ainsi le Costa Fascinosa.
En 2019, Le Costa Smeralda devient le plus gros navire de la flotte avec 185 000 tonneaux et ses 337 mètres de long surclassant donc le Costa Diadema. Il est surpassé de peu en 2022 par le Costa Toscana, son navire jumeau, comprenant quelques cabines de plus (2661 contre 2612).

## Composition de la flotte
| Navire de croisière / Pavillon | Image | Tonnage (jb) | Longueur (m) | Maître-bau (m)              | Puissance                         | Cabines | Passagers | Équipage | Vitesse (nœuds) | Année | Chantier naval | Mise en service | Exploitation principale      | Classe                                                   |
| ------------------------------ | ----- | ------------ | ------------ | --------------------------- | --------------------------------- | ------- | --------- | -------- | --------------- | ----- | -------------- | --------------- | ---------------------------- | -------------------------------------------------------- |
| Costa Toscana                  |       | 186.364      | 337          | 43                          | 94 200 kW soit 126 700 ch combiné | 2663    | 6654      | 1646     | 22.5            | 2021  | Meyer Turku    | 2022            | Méditerranée EAU             | Classe Excellence                                        |
| Costa Smeralda                 |       | 185.010      | 337          | 43                          | 94 200 kW soit 126 700 ch combiné | 2612    | 6654      | 1646     | 22.5            | 2019  | Meyer Turku    | 2019            | Méditerranée                 | Classe Excellence                                        |
| Costa Diadema                  |       | 132.500      | 306.2        | 37.2                        | 75 600 kW soit 102 000 ch         | 1862    | 4947      | 1253     | 23              | 2014  | Fincantieri    | 2014            | Méditerranée                 | Classe Dream                                             |
| Costa Fascinosa                |       | 114.500      | 290.2        | 35.5 (flottaison) 44 (pont) | 75 600 kW soit 102 000 ch         | 1508    | 3800      | 1150     | 23              | 2012  | Fincantieri    | 2012            | Méditerranée Amérique du Sud | Classe Concordia modifiée Sister Ship,du Costa Favolosa  |
| Costa Favolosa                 |       | 114.500      | 290.2        | 35.5 (flottaison) 44 (pont) | 75 600 kW soit 102 000 ch         | 1508    | 3800      | sT       | 23              | 2010  | Fincantieri    | 2011            | Amérique du Sud              | Classe Concordia modifiée Sister Ship du Costa Fascinosa |
| Costa Deliziosa                |       | 92.600       | 294          | 32.3                        | 64 000 kW soit 87 016 ch          | 1130    | 2826      | 934      | 23              | 2010  | Fincantieri    | 2010            | Méditerranée                 | Classe Vista sister-ship du Costa Luminosa               |
| Costa Pacifica                 |       | 114.500      | 290.2        | 35.5 (flottaison) 44 (pont) | 75 600 kW soit 102 000 ch         | 1504    | 3780      | 1150     | 23              | 2009  | Fincantieri    | 2009            | Méditerranée Caraïbes        | Classe Concordia sister-ship du Costa Serena             |
| Costa Serena                   |       | 114.500      | 290          | 35.5                        | 75 600 kW soit 102 000 ch         | 1504    | 3700      | 1100     | 23              | 2007  | Fincantieri    | 2007            | Exploité par CostaAsia       | Classe Concordia sister-ship du Costa Pacifica           |
| Costa Fortuna                  |       | 102.587      | 272          | 35                          | 63 370 kW soit 86 159 ch          | 1358    | 3470      | 1027     | 23              | 2003  | Fincantieri    | 2003            | Méditerranée Caraïbes        | Classe Fortuna sister-ship du Costa Magica               |

En 2018, et à la suite du développement du marché chinois, les navires Costa Serena, Costa neoRomantica et Costa Atlantica sont transférés définitivement vers la nouvelle filiale chinoise de Costa, CostaAsia. Depuis, uniquement les passagers chinois ont la possibilité de réserver une croisière à bord de ces navires. En 2019, le Costa Venezia rejoint la filiale et commence ses itinéraires entre le Japon et Shanghai. Il remplace alors le Costa Atlantica, qui a quitté la flotte Costa, fin 2019 pour intégrer la nouvelle compagnie chinoise du groupe Carnival: CSSC.  
En 2020, le Costa Firenze, jumeau du Costa Venezia, rejoindra la filiale chinoise et remplacera certainement le Costa neoRomantica, une des plus petites unités de la flotte.  
En 2017, Costa Croisières commence une opération de réorganisation de sa flotte, entrainant la vente de plusieurs navires : 
- Le Costa neoClassica a quitté la flotte en 2018 pour rejoindre la compagnie Bahamas Paradise Cruise Line.
- En novembre 2019, le Costa neoRiviera a été transféré à la filiale Allemande, Aidacruises sous le nom d’AIDAmira.
- Le Costa Atlantica a été vendu fin 2019 à la compagnie chinoise CSSC mais gardera la livrée Costa jusqu'à nouvel ordre.
- En juin 2020, le Costa Victoria, arrêté depuis le 25 mars au port de Civitavecchia, part pour Piombino et est vendu aux chantiers San Giorgio del Porto afin d’être démoli ou converti en hôtel flottant.
- Le 16 juillet 2020, Costa annonce la vente du neoRomantica, elle deviendra effective en août 2020, au moment du transfert vers Celestyal Cruises.
- Le Costa Mediterranea a été vendu en 2021 à la compagnie chinoise CSSC mais gardera la livrée Costa jusqu'à nouvel ordre.
- En septembre 2022, le Costa Luminosa a été transféré à Carnival Cruise Lines sous le nom de Carnival Luminosa.
- En 2023, le Costa Venezia transféré à Carnival Cruise Lines commence à opérer sous le nom Carnival Venezia.
- La même année, le Costa Magica est vendu à un armateur gréco-chypriote, Seajets.

## Naufrage duCosta Concordia
Le 13 janvier 2012, le Costa Concordia s'est échoué au large de la Toscane, sur l'ile de Giglio, après avoir heurté un rocher sur bâbord. La compagnie est mise en cause pour ses difficultés à évacuer les 4 000 passagers dans de bonnes conditions. À bord, la panique est indescriptible. Le bilan définitif est de trente-deux morts. Le journal Corriere della Sera affirme que le commandant voulait faire plaisir au responsable des serveurs originaire de l'île italienne du Giglio en passant près de ses côtes. D'après le quotidien, le commandant de bord s'est adressé, peu avant l'accident, au chef des serveurs, Antonello Tievoli, en le faisant appeler sur le pont. « Antonello, viens voir, nous sommes tout près de ton Giglio », a-t-il dit, selon des témoins cités par le journal. Ce naufrage rappelle en certains points de celui du Titanic : coque éventrée dans sa longueur à cause d'un obstacle non décelé, naufrage par une nuit calme, incrédulité des passagers en tenue de soirée...
Le drame provoque un choc en France, en Italie et en Europe.
Du fait des risques de pollution, l'état d'urgence est décrété dans cette zone marine très protégée.
Le 31 janvier 2012, la recherche des corps des disparus du naufrage du Costa Concordia dans la partie submergée du navire a été définitivement stoppée en raison de problèmes pour la sécurité des plongeurs.
Le 16 septembre 2013, le navire est redressé. En juillet 2014, il est remorqué jusqu'au port de Gênes, où il arrive le 27 juillet, pour y être démantelé.
La compagnie Costa Croisières est condamnée en avril 2013 à une amende d'un million d'euros au terme d'une procédure négociée.

## Formation
Costa dispose actuellement de huit centres de formation à travers le monde : au siège social de Gênes, aux Pays-Bas, au Pérou, au Brésil, aux Philippines, en Inde, en Indonésie et en Chine. Ils sont gérés directement par la Compagnie ou dans le cadre d’une joint-venture avec des universités locales.

## Palacrociere
- Le Palacrociere de Savone est un terminal de croisière construit à Savone en Italie, il a été cofinancé par Costa Croisières qui gère également ce terminal. Inauguré le 24 novembre 2003, il a été dessiné par l'architecte Ricardo Bofill. Le bâtiment a une superficie de 8 000 m2 répartis sur 3 étages, dont 5 000 m2 destinés aux passagers en partance.
- Le Palacrociere de Barcelone, est un terminal de croisière construit en Espagne, celui-ci a été financé entièrement par Costa Croisières, il est officiellement entré en service le 24 avril 2007.
- En juillet 2010, Costa Croisières inaugure un nouveau terminal international de croisière à Tianjin en Chine. Sa superficie est de 59 000 m2 et peut accueillir jusqu'à 4 000 passagers pour un total de 500 000 vacanciers par an. Palacrociere de Savone

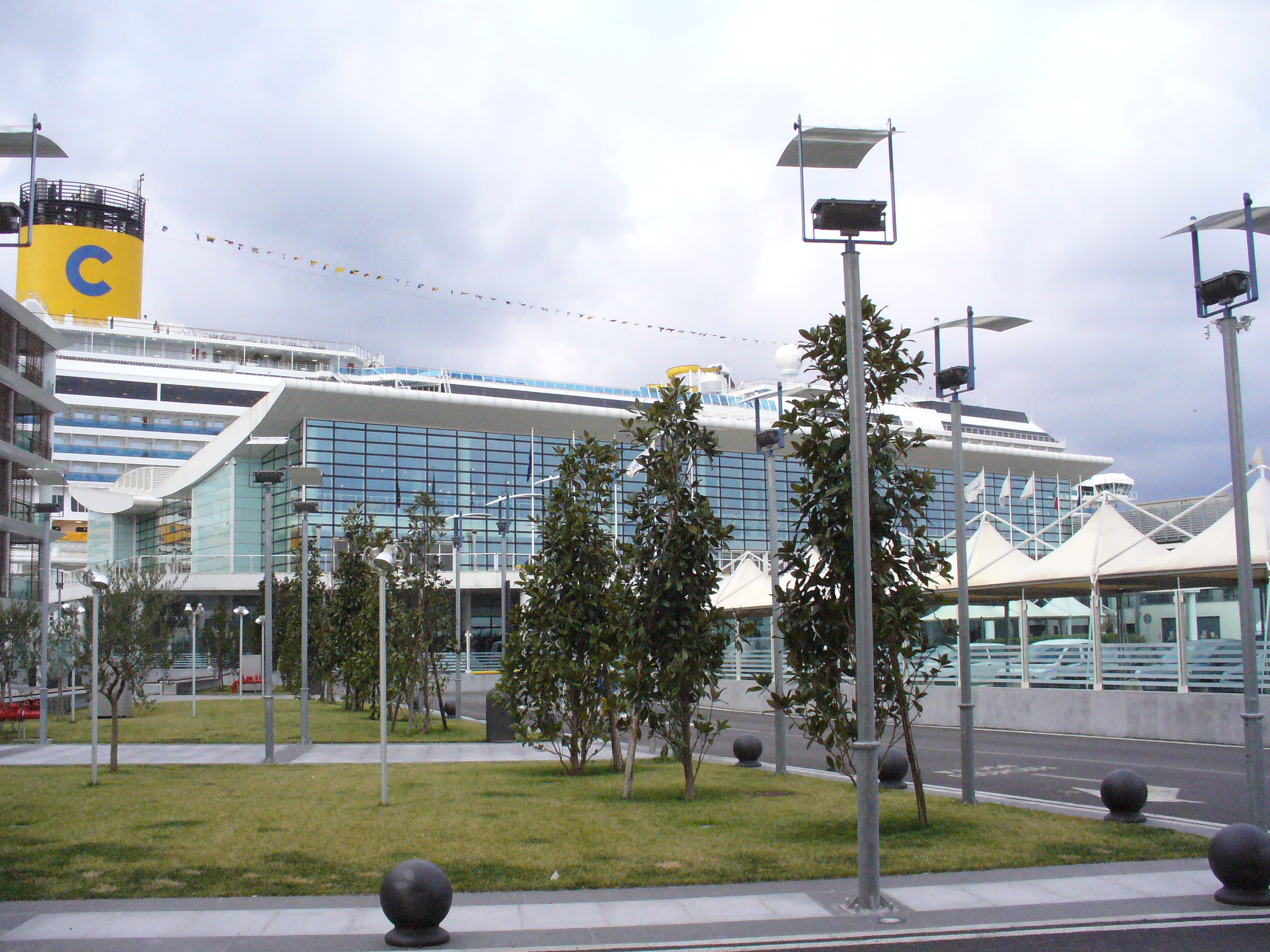
Palacrociere de Savone

- Costa croisière inaugure un deuxième Palacrociere, à Savone, en 2013, pour une capacité plus grande et pour un plus grand confort de ses passagers.

## Certifications
Costa a obtenu la certification BEST4 du Registre Naval Italien qui atteste son respect des standards internationaux en matière de responsabilité sociale, de respect de l’environnement, de sécurité et de qualité.
De juillet 2005 à mars 2012, Costa a collaboré avec le WWF Italie pour la sauvegarde des écorégions marines. Ce partenariat a été consacré à partir de 2009 à un projet de protection de la Méditerranée. 
Costa Crociere S.p.A. a été cité par Mediobanca en 2011 parmi les 3 700 sociétés italiennes dont le chiffre d’affaires dépasse les cinquante millions d’euros pour l’exercice précédent. Costa se classe parmi les dix premières entreprises pour sa rentabilité et à la 44e place pour le chiffre d’affaires. Costa Crociere occupe la 1re place parmi les sociétés italiennes opérant dans l’industrie du tourisme et des loisirs au « Global Reputation Pulse » de 2010.

## Activité de lobbying

### Auprès des institutions de l'Union européenne
Costa croisières est inscrit depuis 2019 au registre de transparence des représentants d'intérêts auprès de la Commission européenne, et déclare en 2018 pour cette activité des dépenses annuelles d'un montant compris entre 100 000 et 200 000 euros.